# Nashville SC (2016)
Nashville Soccer Club is een Amerikaanse voetbalclub uit Nashville, Tennessee. De club komt sinds 2018 uit in de Eastern Conference van de United Soccer League en speelt haar thuiswedstrijden in het First Tennessee Park.

## Geschiedenis
The club werd op 19 mei 2016 opgericht door een groep eigenaren, David Dill, Christopher Redhage en Marcus Whitney handelend onder de naam DMD Soccer. De club nam de clubnaam, logo en kleuren over van het amateurteam Nashville FC, opgericht in 2013, in ruil voor 1% van de aandelen in de USL-franchise plus stemrecht in het bestuur. In september 2016 werd de naam veranderd in Nashville Soccer Club, afgekort Nashville SC.
Gary Smith werd in 2017 aangetrokken als coach en technisch directeur. Op 4 maart 2017 kocht John Ingram middels Nashville Holdings LLC een meerderheidsaandeel in DMD Soccer. John Ingram nam vervolgens het voortouw om een MLS franchise te kopen. Door zich in te kopen in Nashville SC kon er een eensgezind front worden gevormd richting MLS nadat Nashville werd genoemd als potentiële plek voor een MLS-franchise. Op 20 december 2017 werd een MLS-franchise verkregen en werd bekend dat de club vanaf 2020 in de MLS zou gaan spelen. De club spelend in de USL werd opgeheven na afloop van de competitie.